# 宝鏡寺理久
宝鏡寺理久（ほうきょうじりきゅう、? - 享徳3年6月24日（1454年7月19日））は、室町時代前期の女性で尼僧。室町幕府第3代将軍・足利義満の娘。同第4代将軍・足利義持と同第6代将軍・足利義教らの妹。法名は桂芳久公。法諱は恵久とも。

## 生涯
父は足利義満。生母は不明。生年に関しては応永3年（1396年）か応永8年（1401年）の2説がある。叔母にあたる宝鏡寺恵照の跡を継いで、尼五山の首席・景愛寺の長老となった。永享11年（1439年）2月、景愛寺を退いて建聖院で衆僧の礼を行ない、宝鏡寺に帰住した。享徳3年（1454年）6月24日に死去。享年は59か54。
文明18年（1486年）に33年忌仏事が行なわれている（『陰凉軒日録』）。